# Sarah Silverman
Sarah Kate Silverman (født 1. december 1970 i Bedford, New Hampshire, USA) er en amerikansk komiker, forfatter og skuespiller. Hun blev kendt, da hun i en kort periode var både forfatter og skuespiller på satireprogrammet Saturday Night Live fra 1993-1994. Fra 2007 til 2010 var hun producer og vært på programmet The Sarah Silverman Program, som blev vist på Comedy Central. Hun blev nomeret til Emmy for sit arbejde der. Silverman udgav i 2010 en selvbiografi med titlen The Bedwetter. Hun har desuden optrådt i diverse TV-programmer og film så som Mr. Show, V.I.P. Who's the Caboose? (1997), School of Rock (2003), Wreck-It Ralph (2012), A Million Ways to Die in the West (2014) og Ralph Breaks the Internet (2018). For sin rolle i Smile Back blev hun nomeret til Screen Actors Guild Award for Outstanding Performance by a Female Actor in a Leading Role.
Under præsidentvaget i USA i 2016 blev Silverman politisk aktiv. Hun førte blandt andet kampagne for Bernie Sanders og senere for Hillary Clinton.
Hun var vært på showet I Love You, America with Sarah Silverman fra 2017 - 2018.
I sin satire arbejder Silverman med kontroversielle emner som racsme, sexisme, homofobi. politik og religion. Ofte med en ironisk tilgang. Hun har vundet to Primetime Emmy Awards.

## Barndom og Ungdom
Sarah Silverman blev født d.1. december 1970 i Bedford, New Hampshire, men voksede op i Manchester, New Hampshire Hendes forældre var fotograf Beth Ann née Halpin (1941–2015) og socialrådgiver Donald Silverman. Hendes mor grundlagde et teater New Thalian Players, og ved siden af sit arbejde som socialrådgiver, bestyrede hendes far også en tøjbutik. Senere blev forældrene skilt og giftede sig begge med andre. Silverman har fire ældre søskende. Hendes bror døde som spæd og hendes søstre er forfatteren Jodyne Speyer, skuespilleren Laura Silverman samt Susan Silverman, der er rabbiner. Familien er af ashkenazi jødisk afstamning, men Silverman betegner sig selv som ikke-religiøs. Familien stammer oprindelig fra Polen og Rusland og mormoren undslap Holocaust. Silverman deltog da kvinder for første gang tændte menoraer ved Grædemuren i 2014.
Første gang Silverman optrådte med Stand-Up var hun bare 17 år, gammel det foregik i Boston og hun har selv omtalt sin performance som rædsom. Hun gik på New York University et enkelt år i 1989, men droppede ud for i stedet at fokusere på sine Stand-Up shows i Greenwich Village.

## Karriere
Da hun begyndte sin stand-up karriere in 1992, var Silverman forfatter og skuespiller på Saturday Night Live (SNL) i 18 uger. Hun blev afskediget efter en sæson. De sketches hun skrev på jobbet blev ikke vist, men hun optrådte i diverse sketches. En af de daværende forfattere på SNL, Bob Odenkirk, udtalte: "Jeg kunne godt se, hvorfor det ikke gik på SNL for hun har sin egen stemme, hun er meget sig selv hele tiden. Hun kan godt spille en karakter, men hun forsvinder ikke ind i rollen – hun forvandler karakteren til sig selv." Silverman har selv sagt, at hun ikke var klar til SNL da hun fik jobbet.
Da hun blev fyret gik det ud over hendes selvtillid det næste års tid, men at det ikke for alvor skadede hende, tværtimod har det hun lærte hos SNL gjort hende mere hårdhudet i sin karriere. Senere var hun taknemmelig for ikke at være blevet så længe hos SNL at det kom til at definere hende.  
Hun brugte senere  situationen som materiale til satire, da hun deltog i en episode af The Larry Sanders Show  - "The New Writer" (1996), hvor hun optrådte i rollen som den nye forfatter hos Sanders' hvis jokes aldrig bliver brugt på grund af en mandschauvinistisk leder, som favoriserer de mandlige forfatteres materiale. Hun var med i tre episoder af Larry Sanders i de to sidste sæsoner det fandtes.
Hun medvirkede også i HBO's sketch komedieserie Mr. Show (1995-1997) og havde en hovedrolle i den uafhængige film Who's the Caboose? fra 1997, om et par New York-komikere (Silverman og instruktør Sam Seder), der rejser til Los Angeles i pilot-sæsonen for at forsøge at få en rolle i en tv-serie. Filmen har talrige unge komikere i støttende roller, men fik aldrig en bred teatralsk udgivelse. Silverman og Seder lavede senere en seks-episoders tv-serie-efterfølger ved navn Pilot Season, hvor Silverman spiller samme karakter og Seder igen instruerede. Hun debuterede som standup-komiker i netværks-tv på Late Show med David Letterman den 3. juli 1997.
Silverman optrådte som gæst i flere tv-programmer, herunder i Star Trek: Voyager i den to-delte tidrejse-episode "Future's End" (1996); Seinfeld i episoden "The Money" (1997); V.I.P. i episoden "481⁄2 Hours" (2002); Greg the Bunny som fast deltager (2002); og i dukke-tv-komedien Crank Yankers som stemmen til Hadassah Guberman (siden 2002). Hun havde små roller i filmene There's Something About Mary, Say It Isn't So, School of Rock, The Way of the Gun, Overnight Delivery, Screwed, Heartbreakers, Evolution, School for Scoundrels, Funny People og Rent, hvor hun spillede en blanding af komiske og seriøse roller.
I 2005 udgav Silverman en koncertfilm, Sarah Silverman: Jesus Is Magic, baseret på hendes one-woman-show med samme navn. Liam Lynch instruerede filmen, der blev distribueret af Roadside Attractions. Den modtog 64% positive anmeldelser baseret på 84 anmeldelser på filmkritiker-aggregatoren Rotten Tomatoes og tjente cirka 1,3 millioner dollars i billetindtægter. Som en del af filmens markedsføringskampagne optrådte hun online i Slate på forsiden af Heeb og i sketches på Comedy Central af Pamela Anderson og Hugh Hefner.
Silverman spillede en terapeut i en sketch til en bonus-DVD på albummet Lullabies to Paralyze af Queens of the Stone Age. Silverman optræder også i slutningen af videoen til det amerikanske glam metal-band Steel Panthers "Death To All But Metal". På Jimmy Kimmel Live! parodierede Silverman sketches fra Chappelle's Show og spillede igen Dave Chappelles karakteriseringer af Rick James og "Tyrone", samt en Donnell Rawlings-karakter baseret på miniserien Roots. I 2006 kom Silverman ind på 50. pladsen på Maxim Hot 100-listen og i 2007 kom hun ind på 29. pladsen og var på forsiden.

## Udvalgt filmografi
- Vild med Mary (1998) - Brenda
- Evolution (2001) - Denise
- School of Rock (2003) - Patty Di Marco
- School for Scoundrels (2006) - Becky
- Funny People (2009) - sig selv
- Vilde Rolf (2012) - stemme, Vanilje von Schlick
- A Million Ways to Die in the West (2014) - Ruth

 Dette afsnit eller denne liste er kun påbegyndt. Hvis du ved mere om emnet, kan du hjælpe Wikipedia ved at tilføje mere.